# Fastenzeit

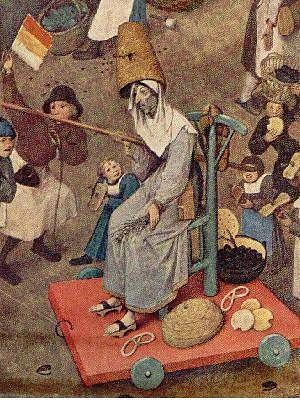
„Frau Fasten“ als symbolische Verkörperung der Fastenzeit auf dem Gemälde Der Kampf zwischen Karneval und Fasten von Pieter Brueghel dem Älteren

Als Fastenzeit wird in der Westkirche der vierzigtägige Zeitraum des Fastens und Betens zur Vorbereitung auf das Hochfest Ostern bezeichnet. In den reformatorischen Kirchen ist hierfür der Begriff „Passionszeit“ gebräuchlich. In der römisch-katholischen Kirche wird seit dem Zweiten Vatikanischen Konzil auch die Bezeichnung „österliche Bußzeit“ verwendet. Die orthodoxen Kirchen nennen sie die heilige und große Fastenzeit, kennen daneben aber noch drei weitere längere Fastenzeiten.
Historische Begriffe im deutschen Sprachraum sind „die große Faste“ und „die lange Faste“. Die wichtigste lateinische Bezeichnung ist Quadragesima.
Zur Vorbereitung auf Weihnachten gab es in der Westkirche eine zweite, ursprünglich ebenfalls vierzigtägige Bußzeit, den Advent.

## Vorkonfessionelle Entwicklung
Seit dem 2. Jahrhundert ist ein zweitägiges Trauerfasten an Karfreitag und Karsamstag bezeugt, das im 3. Jahrhundert mancherorts auf die ganze Karwoche ausgedehnt wurde. Im 3. Jahrhundert gab es in Rom eine dreiwöchige Fastenzeit, doch „seit dem 4. Jh. ist auf vielfältige Weise eine vierzigtägige Vorbereitungszeit auf das Osterfest bezeugt.“ Diese Periode galt als Bußzeit für öffentliche Sünder und gleichzeitig als Vorbereitungszeit der Katechumenen (Taufbewerber) auf die Taufe, die damals nur in der Osternacht gespendet wurde.

## Biblische Motive und Symbolik
Biblischer Hintergrund für die Festsetzung der Fastenzeit auf 40 Tage und Nächte ist das ebenfalls vierzigtägige Fasten Jesu in der Wüste (Mt 4,2 ). Die Zahl 40 erinnert aber auch an die 40 Tage der Sintflut (Gen 7,4–6 ), an die 40 Jahre, die das Volk Israel durch die Wüste zog (Ex 16,35 ), an die 40 Tage, die Mose auf dem Berg Sinai in der Gegenwart Gottes verbrachte (Ex 24,18 ), und an die Frist von 40 Tagen, die der Prophet Jona der Stadt Ninive verkündete, die durch ein Fasten und Büßen Gott bewegte, den Untergang von ihr abzuwenden (Jona 3,4 ).

## Zählung
Die Dauer von „vierzig Tagen“ ist eher als symbolische und weniger als mathematische Größe verstanden worden. Ursprünglich – so etwa in Rom gegen Ende des 4. Jahrhunderts – scheint das Fasten am 6. Sonntag vor Ostern (Invocavit) begonnen zu haben, es endete am 40. Tag, dem Gründonnerstag, an dem die Büßer wieder zum Empfang der Kommunion zugelassen wurden. Ab dem 5. Jahrhundert wurden die Sonntage (als „kleine“ Auferstehungstage) vom Fasten ausgenommen. Um auf eine vierzigtägige Fastenzeit zu kommen, wurde daher der Beginn des Fastens (caput ieiunii) auf den Aschermittwoch vorgezogen und auch die beiden Tage des Trauerfastens (Karfreitag und Karsamstag) noch mitgerechnet.
Nach einer anderen Zählweise, welche die Sonntage einschließt, beginnt die Fastenzeit am Aschermittwoch und geht bis Palmsonntag. Mit dem Palmsonntag beginnt die heilige Woche, die dann als gesonderter Abschnitt gerechnet wird.
Auch die adventliche Fastenzeit umfasste ursprünglich 40 Tage und begann nach dem 11. November, dem Martinstag. Die Sitte, an diesem Abend noch eine Martinsgans zu essen, ist ebenso wie der Beginn der Karnevalssession am 11. November in Parallele zu den Fastnachtsbräuchen vor Aschermittwoch zu sehen.

## Entwicklung in der Westkirche
Mit dem Auslaufen der öffentlichen Kirchenbuße gegen Ende des ersten Jahrtausends erhielt sich der Ritus der Bestreuung mit Asche als Zeichen der Buße und wurde an allen Gläubigen vorgenommen. Der Ritus der Auflegung der Asche fand Eingang in die Liturgie des  Aschermittwochs. Auf der Synode von Benevent (1091) empfahl Papst Urban II. diesen Brauch allen Kirchen.
Die mittelalterlichen Fastenregeln erlaubten nur eine Mahlzeit am Tag, in der Regel am Abend. Der Verzehr von Fleisch, Milchprodukten, Alkohol und Eiern war verboten. Darauf geht die Tradition zurück, in den Fastnachtstagen Backwerk mit Zutaten wie Milch, Eiern, Zucker oder Schmalz herzustellen, wie etwa Krapfen, um solche Vorräte vor der Fastenzeit aufzubrauchen. Der Fastnachtsdienstag wird im französischsprachigen Raum dementsprechend Mardi Gras („fetter Dienstag“), im englischsprachigen Pancake Tuesday („Pfannkuchendienstag“) genannt. 1486 erlaubte Papst Innozenz VIII. auch den Verzehr von Laktizinien in der Fastenzeit. Gegen Zahlung des sogenannten „Butterpfennigs“ konnte bis dahin von dem Verbot, Butter und andere Milchspeisen zu verzehren, Dispens erteilt werden.

## Die Fastenzeit in der römisch-katholischen Kirche

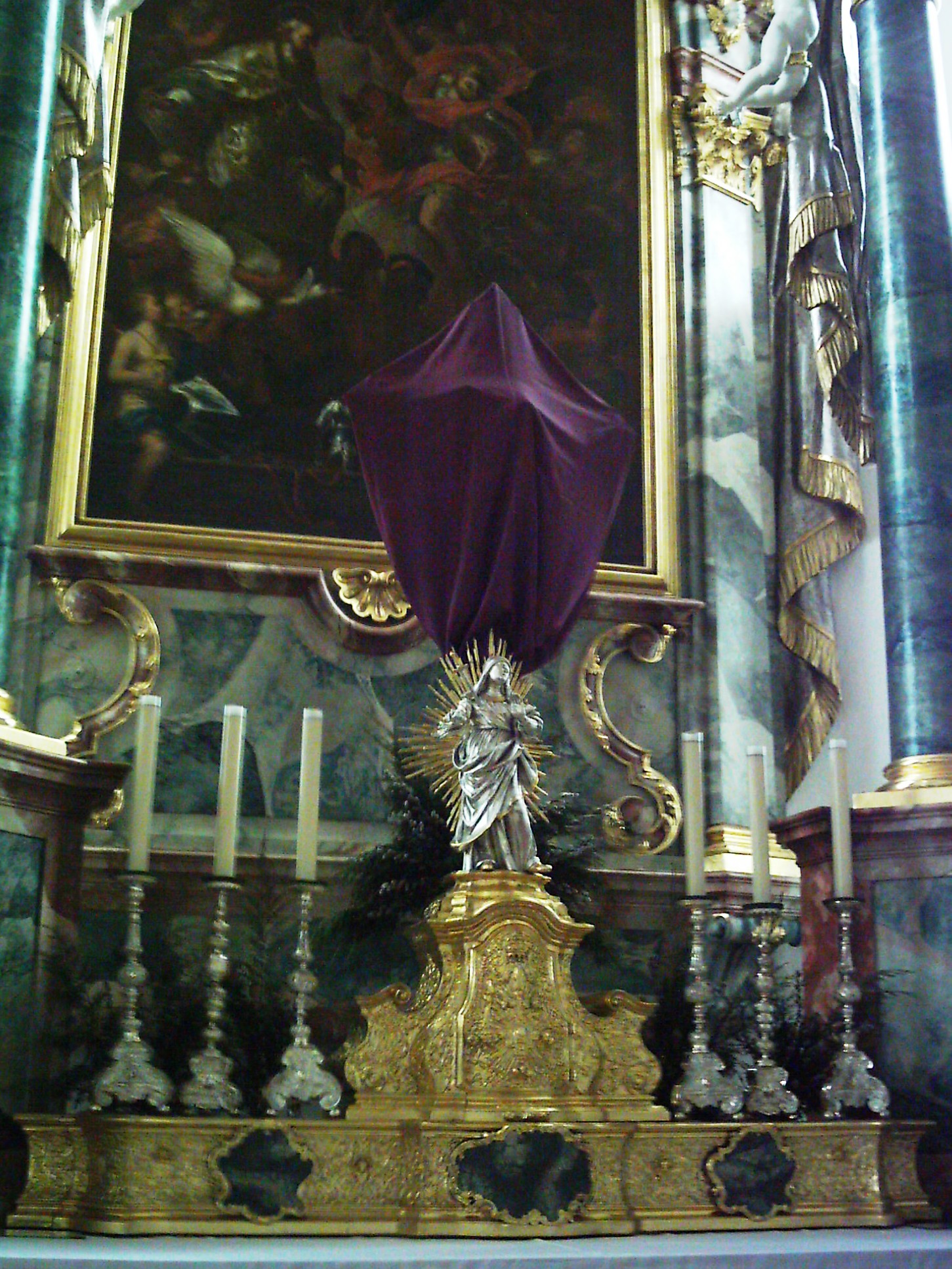
Symbol der Passionszeit: das verhüllte Kreuz

Die vierzigtägige Fastenzeit der römisch-katholischen Kirche ist als österliche Bußzeit bestimmt und dient der Vorbereitung auf die Feier des Todes und der Auferstehung Christi. „Katechumenen und Gläubige bereitet die Liturgie der vierzig Tage zur Feier des Ostergeheimnisses; die einen durch die verschiedenen Stufen der Aufnahme in die Kirche, die anderen durch Taufgedächtnis und tätige Buße“. „Die Fastenzeit dauert von Aschermittwoch bis zum Beginn der Messe vom letzten Abendmahl am Gründonnerstag.“ Ab Karfreitag bis zur Osternachtfeier schließt sich das Osterfasten an, als Trauerfasten zum Gedächtnis der Passion und der Grabesruhe Christi und zur Vorbereitung der Taufe oder Erneuerung der Taufversprechen in der Osternacht. Die Fastenzeit gilt als geschlossene oder „gebundene“ Zeit.
Die Anforderungen der katholischen Kirche an die Fastenpraxis sind detailliert in der apostolischen Konstitution Paenitemini Papst Pauls VI. aus dem Jahr 1966 geregelt. Neben der Beachtung besonderer Speisegebote werden auch andere Formen der Askese und Buße empfohlen. Die Gläubigen sind angehalten, das Gebet intensiver zu pflegen und vermehrt an Gottesdiensten und Andachten (etwa der Kreuzwegandacht) teilzunehmen. Ebenso sollen sie mehr Werke der Nächstenliebe verrichten und Almosen geben. Ein solches Bußwerk wird, wie auch eine spürbare finanzielle Spende, die in der Fastenzeit gegeben wird, Fastenopfer genannt.
An den Fastensonntagen und Hochfesten, die in die Fastenzeit fallen (etwa dem Hochfest des heiligen Josef oder dem der Verkündigung des Herrn) wird nicht gefastet.
Viele katholische Pfarrgemeinden kennen die Tradition des „Fastenessens“. Unter diesem Begriff versteht man ein Solidaritätsessen zugunsten von Projekten in der Dritten Welt, für die auf den üblichen Sonntagsbraten verzichtet wird. Stattdessen wird oft ein einfacher Eintopf oder ein für das Projektland typisches Gericht verkauft oder gegen eine Spende gereicht.
Die Liturgiereform in der Folge des Zweiten Vatikanischen Konzils überließ die Ausgestaltung der Bestimmungen zum Fasten und der Lage der Quatembertage weitgehend den einzelnen Bischofskonferenzen.

### Liturgie
Die Fastensonntage  werden nach den Anfängen der liturgischen Messfeiern benannt, den lateinischen Antiphonen zum Introitus bzw. nach dem Ritus der Palmweihe am Palmsonntag (Palmarum).
In der Liturgie der Fastenzeit wird kein Halleluja gesungen, das Gloria nur an Hochfesten und Festen. Nach dem Gloria der Messe vom letzten Abendmahl am Gründonnerstag bis zum Gloria in der Osternacht werden keine Glocken geläutet, sondern stattdessen Ratschen verwendet. Auch die Orgel schweigt traditionell während des folgenden Triduum Sacrum. Ebenso ist Blumenschmuck im Altarraum während der Fastenzeit nur am vierten Fastensonntag Laetare sowie an Hochfesten und Festen erlaubt. Die liturgische Farbe der Fastenzeit ist Violett bzw. am vierten Fastensonntag Rosa (wobei auch Violett getragen werden darf). Gebotene Gedenktage werden während der Fastenzeit wie ungebotene Gedenktage behandelt, in der Messe darf vom Gedenktag nur das Tagesgebet genommen werden.
In der Stundenliturgie entfällt nach dem Eröffnungsvers "O Gott komm mir zu Hilfe" das Halleluja. Eine Änderung bzw. freie Wahl der Propriumstexte ist nicht gestattet. Das Te Deum wird nur an Festen und Hochfesten gesungen, das Canticum „die Hochzeit des Lammes“ aus der Offenbarung des Johannes (vgl. Offb 19,1–7 ) der zweiten Sonntagsvesper wird durch ein Canticum aus dem ersten Petrusbrief ersetzt (vgl. 1 Petr 2,21–24 ). Die Benedictus- und Magnificat-Antiphonen beziehen sich immer auf das Evangelium des Tages. In der Lesehore wird während des ersten Lesejahres Teile des Buches Deuteronomium sowie der Hebräerbrief verlesen. Im zweiten Lesejahr werden Teile der Bücher Exodus, Levitikus und Numeri verlesen. Eine Feier der Gedenktage der Heiligen ist in Form einer Kommemoration möglich.
Ab dem 5. Sonntag der Fastenzeit („Passionssonntag“) werden Kreuze und Standbilder durch violette Tücher verhüllt. Die Retabel von Triptychen und Flügelaltären sind in der Fastenzeit häufig zugeklappt und zeigen die einfacher gestaltete Rückseite der Flügel. Teilweise verhüllen Fastentücher den ganzen Chorraum.

### Fasten außerhalb der Fastenzeit
Die Kirchengebote führen als viertes auf: „Du sollst die gebotenen Fasttage halten“. Bis zu den Reformen Papst Pauls VI. nach dem Zweiten Vatikanischen Konzil galten als gebotene Fast- und Abstinenztage neben dem Aschermittwoch und dem Karfreitag auch die Freitage der Fastenzeit, der Karsamstag bis mittags und die Freitage der vier Quatemberwochen. Daneben bestand das Fasten-, nicht aber das Abstinenzgebot auch am Vigiltag verschiedener Feste: am Heiligen Abend, und den Vigiltagen von Pfingsten, Mariä Himmelfahrt und Allerheiligen.
Bis in die 1960er-Jahre war Katholiken auch die Abstinenz von Fleischspeisen an den Freitagen  verbindlich vorgeschrieben (Codex des Kanonischen Rechtes). Nach Maßgabe der Bischofskonferenzen einiger Länder kann dieser Verzicht auch durch einen anderen Akt der Buße und des Verzichts ersetzt werden.
Manche Gläubige fasten aus persönlicher Frömmigkeit außer freitags zusätzlich auch mittwochs oder auch samstags. Zu den Verpflichtungen der Mitglieder einiger Skapulierbruderschaften, etwa der Unserer Lieben Frau auf dem Berge Karmel, gehört die Abstinenz von Fleischspeisen mittwochs, freitags und samstags.

## Die Fastenzeiten in den orthodoxen Kirchen
In der orthodoxen Kirche gibt es vier mehrtägige Fastenzeiten:
- Die „heilige und große vierzigtägige Fastenzeit“ beginnt sieben Wochen vor Ostern; sie zählt die Sonntage mit und dauert somit bis zum Freitag vor dem Lazarus-Samstag an. Davor liegt eine dreiwöchige Vorfastenzeit, deren letzte Woche „Milchwoche“ oder „Käsewoche“ heißt, in der kein Fleisch mehr, aber Milch, Milchprodukte und Eier, sowie, je nach Tradition, auch Fisch verzehrt werden. An die große Fastenzeit schließt unmittelbar das Fasten des Lazarus-Samstages, des Palmsonntages und der Karwoche an.
- Die Apostel-Fastenzeit, in der ein leichtes Fasten gilt, dauert vom ersten Sonntag nach Pfingsten bis zum Hochfest Peter und Paul am 29. Juni. Die Dauer hängt vom Osterdatum ab; dieses Fasten fällt im Neuen Kalender in manchen Jahren auch komplett aus.
- Die Fastenzeit vor Mariä Entschlafung, in der streng gefastet wird, dauert vom 1. bis zum 14. August.
- Die Philippus-Fastenzeit, die dem westlichen Advent entspricht, dauert vom 15. November bis 24. Dezember.

### Fastenstufen in den orthodoxen Kirchen
Je nach Tradition gibt es verschiedene Fastenstufen. Während der Fastenzeiten sollte sowohl die Anzahl der täglichen Mahlzeiten als auch deren Gehalt eingeschränkt werden. An Samstagen und Sonntagen wird das Fasten jeweils um eine „Stufe“ gelockert.
Nach der in den orthodoxen Kirchen verbreiteten Ansicht gilt jedoch das Beten sowie die bestmögliche Enthaltung von Sünden als der wichtigere Teil des Fastens. Die Nahrungseinschränkung wird als Unterstützung zur Erreichung dieser eigentlichen Ziele verstanden und nicht als Selbstzweck. Jeder Gläubige sollte seine Fastenregeln mit seinem Priester oder Beichtvater abklären. Fasten „auf eigene Faust“ wird nicht empfohlen. Die genaue Beachtung der Speiseregeln wird heute nur noch von einer kleinen Minderheit von Gläubigen vollständig eingehalten, in der Karwoche jedoch ist das Fasten weiterhin verbreitet üblich.
Bezüglich der Speisegebote kennen die orthodoxen Kirchen grundsätzlich drei Stufen des Fastens:
1. Strenges Fasten: außer Honig werden keinerlei tierische Produkte verzehrt, außerdem weder Öl noch Alkohol.
2. Leichtes Fasten: Über Stufe 1 hinaus sind Wein, Öl und Weichtiere erlaubt.
3. Fisch: Über Stufe 2 hinaus ist auch noch Fisch erlaubt.

Diese Fastenstufen können von Kirche zu Kirche verschieden gehandhabt werden. Sie können auch durch den Priester für den einzelnen Gläubigen an dessen Möglichkeiten angepasst werden.
In Klöstern gibt es noch eine zusätzliche Form des Fastens, die Xerophagia, die sich durch kompletten Nahrungsverzicht bis zur neunten Stunde (15 Uhr) auszeichnet und danach nur Brot, Früchte und Wasser erlaubt. Diese Form ist für die große Fastenzeit vor Ostern vorgesehen und wird von Laien bisweilen am „Reinen Montag“ (dem ersten Fastentag) und am Karfreitag eingehalten.

### Fastenordnung der „großen Fastenzeit“
| Wochen                 | Montag                                          | Dienstag                        | Mittwoch                        | Donnerstag                      | Freitag                                      | Samstag                           | Sonntag                          |
| ---------------------- | ----------------------------------------------- | ------------------------------- | ------------------------------- | ------------------------------- | -------------------------------------------- | --------------------------------- | -------------------------------- |
| 1. Vorfastenwoche      | Fastenfrei                                      | Fastenfrei                      | Fastenfrei                      | Fastenfrei                      | Fastenfrei                                   | Fastenfrei                        | Fastenfrei                       |
| 2. Vorfastenwoche      |                                                 |                                 | Strenges Fasten                 |                                 | Strenges Fasten                              |                                   |                                  |
| 3. Vorfastenwoche      | Milchwoche/Tyrophagia/Masleniza                 | Milchwoche/Tyrophagia/Masleniza | Milchwoche/Tyrophagia/Masleniza | Milchwoche/Tyrophagia/Masleniza | Milchwoche/Tyrophagia/Masleniza              | Milchwoche/Tyrophagia/Masleniza   | Milchwoche/Tyrophagia/Masleniza  |
| 1. Fastenwoche         | Strenges Fasten oder Xerophagia (Reiner Montag) | Strenges Fasten                 | Strenges Fasten                 | Strenges Fasten                 | Strenges Fasten                              | Leichtes Fasten                   | Leichtes Fasten                  |
| 2. Fastenwoche         | Strenges Fasten                                 | Strenges Fasten                 | Strenges Fasten                 | Strenges Fasten                 | Strenges Fasten                              | Leichtes Fasten                   | Leichtes Fasten                  |
| 3. Fastenwoche         | Strenges Fasten                                 | Strenges Fasten                 | Strenges Fasten                 | Strenges Fasten                 | Strenges Fasten                              | Leichtes Fasten                   | Leichtes Fasten                  |
| 4. Fastenwoche         | Strenges Fasten                                 | Strenges Fasten                 | Strenges Fasten                 | Strenges Fasten                 | Strenges Fasten                              | Leichtes Fasten                   | Leichtes Fasten                  |
| 5. Fastenwoche         | Strenges Fasten                                 | Strenges Fasten                 | Strenges Fasten                 | Strenges Fasten                 | Strenges Fasten                              | Leichtes Fasten                   | Leichtes Fasten                  |
| 6. Fastenwoche         | Strenges Fasten                                 | Strenges Fasten                 | Strenges Fasten                 | Strenges Fasten                 | Strenges Fasten                              | Leichtes Fasten (Lazarus-Samstag) | Fisch, Wein und Öl (Palmsonntag) |
| Große Woche (Karwoche) | Strenges Fasten                                 | Strenges Fasten                 | Strenges Fasten                 | Strenges Fasten                 | Strenges Fasten oder Xerophagia (Karfreitag) | Strenges Fasten (Karsamstag)      | Fastenbrechen (Ostersonntag)     |

### Fasten außerhalb der Fastenzeiten
Außer in den Wochen direkt nach Ostern und Pfingsten (Oktav) und in den zwei Wochen nach Weihnachten soll an jedem Mittwoch und Freitag streng gefastet werden.
Für orthodoxe Mönche gelten weitere Regeln. Allgemein fasten sie zusätzlich an jedem Montag. Die weitere Ausgestaltung ist jedoch von Kloster zu Kloster verschieden. In den strengsten Klöstern kann ein einziges gekochtes Ei pro Jahr, am Ostersonntag, das maximal Erlaubte an tierischen Lebensmitteln sein.

## Die Fastenzeiten in den evangelischen Kirchen
„Im evangelischen Bereich heißen die vierzig Tage Passionszeit – Zeichen dafür, dass das Motiv der Passion Jesu die gesamte Vorbereitungszeit auf Ostern bestimmt. Ursprünglich war solche Prägung auf die Karwoche beschränkt.“
Die Reformatoren standen in der spätmittelalterlichen Tradition einer verinnerlichten Frömmigkeit: nicht die quantifizierbaren äußeren Akte seien wichtig, sondern die Gesinnung. In diesem Sinn äußert sich Martin Luther in seinem Sermon von den guten Werken:

„Ich will jetzt davon schweigen, dass manche so fasten, dass sie sich dennoch vollsaufen; dass manche so reichlich mit Fischen und anderen Speisen fasten, dass sie mit Fleisch, Eiern und Butter dem Fasten viel näher kämen … Wenn nun jemand fände, dass auf Fische hin sich mehr Mutwillen regte in seinem Fleisch als auf Eier und Fleisch hin, so soll er Fleisch und nicht Eier essen. Andererseits, wenn er fände, dass ihm vom Fasten der Kopf wüst und toll oder der Leib und der Magen verderbt würde […], so soll er das Fasten ganz gehen lassen und essen, schlafen, müßig gehen, so viel ihm zur Gesundheit nötig ist.“

Deutlich wird aus diesem Zitat, dass Luther das Fasten als eine Art individuelles Trainingsprogramm versteht. Daher kann nicht das gleiche Verzichtsverhalten allen gleichermaßen empfohlen oder gar verordnet werden.
Zweck des Fastens ist nach den lutherischen Bekenntnisschriften „den alten Adam zu zähmen“; das Fasten wird insbesondere zur Vorbereitung auf das Abendmahl empfohlen: „Fasten und leiblich sich bereiten ist wohl eine feine äußerliche Zucht“. Jedoch wird die Festschreibung des Fastens in kirchenrechtlichen Kategorien durchweg abgelehnt und „Freiheit in äußerlichen Ceremonien“ gefordert, programmatisch z. B. in der Augsburgischen Konfession, § 26 „Von Unterschied der Speis“: „Und wird also nicht das Fasten verworfen, sondern daß man einen notigen Dienst daraus auf bestimbte Tag und Speise, zu Verwirrung der Gewissen, gemacht hat.“
Auch Luther formulierte: „Kein Christ ist zu den Werken, die Gott nicht geboten hat, verpflichtet. Er darf also zu jeder Zeit jegliche Speise essen.“ Seine theologische Pointe lag dabei in seiner  Rechtfertigungslehre, weil Luther die Gefahr sah, dass der Mensch mit seinem Handeln Gott gefallen wolle.
Im traditionellen Luthertum wird am Karfreitag bis zur Todesstunde Jesu um 15 Uhr strikt gefastet. Das Evangelische Gottesdienstbuch, das für die VELKD und die UEK, also für fast alle evangelischen Landeskirchen in Deutschland, verbindlich ist, sieht vor, dass ab dem Beginn der Vorpassionszeit, also ab Septuagesimae, „das Halleluja entfällt. Von Aschermittwoch bis Karsamstag entfällt auch das Ehre sei Gott in der Höhe (Ausnahme Gründonnerstag).“ Schließlich entfallen „von Palmsonntag bis Karsamstag […] ‚Ehre sei dem Vater‘, ‚Halleluja‘ und ‚Ehre sei Gott in der Höhe‘ (Ausnahme: Gründonnerstag).“
Am anderen Ende des evangelischen Spektrums, z. B. bei Pfingstlern oder Evangelikalen, aber auch bei vielen reformierten Christen werden geschichtlich gewachsene Traditionen wie die Fastenzeit eher skeptisch gesehen, manchmal provokativ durchbrochen wie beim Zürcher Wurstessen an Invokavit 1522.
Wo in den evangelischen Kirchen die Fastenzeit neu entdeckt wird, geht es generell nicht um eine Rückkehr zu überlieferten Speiseregeln, sondern um das Aufbrechen eigener Gewohnheiten, um dem Heiligen Geist Raum zu geben. Seit 1983 verbinden evangelische Christen diese geistliche Praxis auch wieder mit einer körperlichen: dem Verzicht auf liebgewonnene Gewohnheiten wie gut essen, rauchen, Alkohol trinken oder fernsehen. Kennzeichen für diese Entwicklung ist die Fastenaktion 7 Wochen Ohne der Evangelischen Kirche. Inzwischen nehmen jedes Jahr viele Menschen an dieser Aktion teil, die sich aus einer Stammtischidee des Hamburger Pressepastors Hinrich Westphal entwickelte.

## Fastenzeiten in anderen Religionen
Auch andere Religionen wie das Judentum und der Islam kennen Zeiten des Fastens, in der sich die Gläubigen von morgens bis abends Speise und Trank enthalten. Das Judentum kennt Fastentage wie den Jom Kippur und Tischa beAv. Im Islam ist der Fastenmonat der Ramadan. Im Alevitentum fastet man im Muharrem-Monat, 20 Tage nach dem islamischen Opferfest. Im Februar findet noch das Hizir-Fasten statt, das dem Propheten al-Chidr gewidmet ist. Im Bahaitum beginnt die Fastenzeit Anfang März und endet 19 Tage darauf unmittelbar vor dem astronomischen Frühlingsanfang, wenn die Bahai das Nouruz-Fest begehen.